# Drama por M+
Drama por M+ es un canal de televisión por suscripción español, propiedad de Telefónica. Su programación está basada en películas estrenadas recientemente y en largometrajes premiados en grandes festivales de cine.

## Historia
Canal+ DCine inició sus emisiones el 1 de febrero de 2007, sustituyendo a Canal+ Cine 3 en la plataforma de pago por satélite Canal+. Su programación está enfocada en la emisión las 24 horas del día de películas taquilleras de todos los géneros, grandes superproducciones y largometrajes premiados en los principales festivales de cine.
El 2 de febrero de 2009 Canal+ DCine emitió durante todo un día en bucle y de forma ininterrumpida la película Atrapado en el tiempo en varios pases, celebrando así de una forma especial el Día de la Marmota.
Desde el 6 de noviembre de 2009, al igual que otras cadenas de Prisa TV, emite en formato panorámico 16:9 permanentemente.
A partir del 1 de agosto de 2016, cumpliendo un año de la plataforma, pasó a denominarse Movistar DCine, eliminando la marca Canal+ para así no pagar los derechos a Vivendi. Esto también contrajo una nueva identidad visual de la plataforma y del mismo canal.
El 30 de agosto de 2018, el canal pasó a llamarse Movistar Drama, empezando una serie de cambios en la plataforma de televisión en la que se incluía el cambio de nombre de algunos canales.
El 19 de enero de 2022, Movistar+ cambió de nombre a Movistar Plus+, cambio que contrajo una nueva denominación en sus canales propios y una nueva identidad visual. El canal pasó a denominarse Drama por Movistar Plus+.

## Versión en alta definición
Desde el 9 de diciembre de 2008 cuenta con una versión en HD (alta definición) que ofrece la misma programación que la señal original pero con la tecnología mencionada. Fue una de las primeras cadenas de la plataforma en lanzar su versión HD junto con Canal+ Deportes.

## Disponibilidad
Dentro de territorio español, Drama por Movistar Plus+ está disponible únicamente en la plataforma de pago española Movistar Plus+. Se encuentra disponible en el dial 35 de la citada plataforma de televisión. En Andorra se encuentra disponible en la plataforma SomTV de Andorra Telecom.
También está disponible en Movistar Plus+ en dispositivos, tanto como canal en directo (emisión lineal a la señal original), como en VOD ofreciendo parte del catálogo de películas que emite.

## Logotipos

2016 - 2018
2018 - 2022
2022 - 2023
2023 - presente